# U大道車站 (BMT海灘線)
U大道車站（英語：Avenue U station）是紐約地鐵BMT海灘線的一個慢車地鐵站，位於U大道及西七街交界，設有N線（任何時候停站）與W線（僅繁忙時段停站）列車服務。

## 車站結構
| G        | 街道層             | 街道屋、出入口 車站詢問處、MetroCard自動售票機 |
| P 月台層 | 側式月台，右側開門 | 側式月台，右側開門                             |
| P 月台層 | 北行               | 往迪特馬斯林蔭路（金斯公路）                   |
| P 月台層 | 北行快速           | 道床                                           |
| P 月台層 | 南行快速           | 無定期服務                                     |
| P 月台層 | 南行               | 往康尼島-斯提威爾大道（86街）                  |
| P 月台層 | 側式月台，右側開門 |                                                |

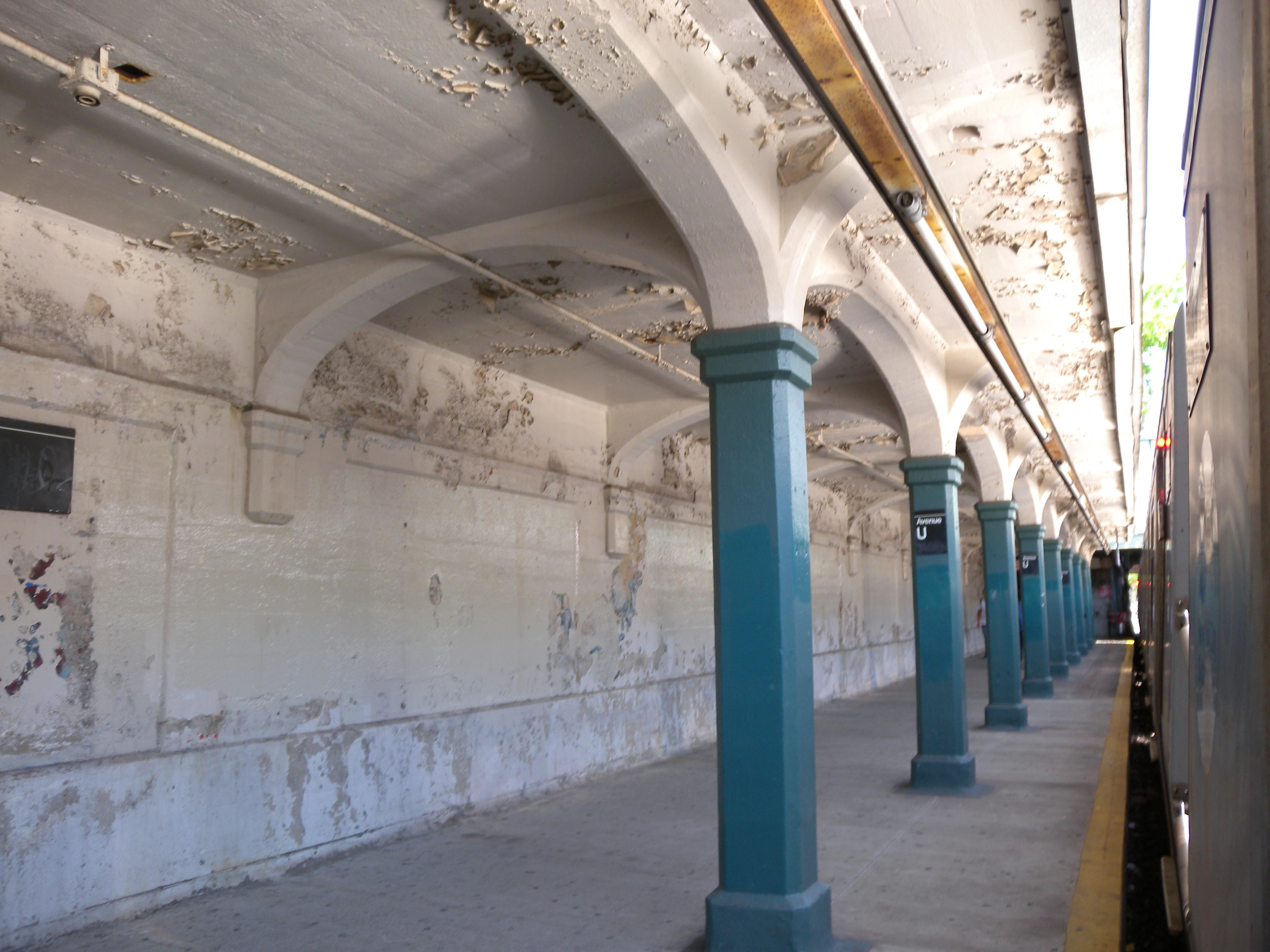
南行月台

此站在1915年6月22日啟用，設有兩個側式月台和四條軌道。兩條中央快車軌道正常情況下不使用，但皆可用於改道列車。
2005年，此站列入國家史蹟名錄。

## 外部連結
- nycsubway.org—BMT Sea Beach Line: Avenue U
- Station Reporter — N Train
- The Subway Nut — Avenue U Pictures （页面存档备份，存于）
- Avenue U entrance from Google Maps Street View （页面存档备份，存于）
- Avenue T entrance from Google Maps Street View （页面存档备份，存于）
- Uptown Platform from Google Maps Street View